# الجمعية الأثرية بسوسة
الجمعية الأثرية بسوسة هي جمعية علمية تونسية تأسست في 1903 في مدينة سوسة من قبل الدكتور لويس كارتون. لازلت هذه الجمعية ناشطة لحد اليوم، وتهتم بالأبحاث المقامة في هذه المدينة ولكن أيضا في منطقة الساحل التونسي.

## شخصيات معروفة
- لويس كارتون (1861-1924).
- لويس فوشير (1918-2003).
- ستيفان جزيل (1864-1932).
- جورج فيدور (1861-1928)، صهر لويس كارتون ووريث أراضيه في تونس.

## روابط خارجية
- (بالفرنسية) النظام الداخلي للجمعية، البعض من أعضائها، وورقة بحثية علمية.
- (بالفرنسية) ورقة بحثية للجمعية الأثرية بسوسة، إلى جانب البعض من أعضائها بين 1902 و1905.